# Galaxias eldoni
Galaxias eldoni es un pez que pertenece a la familia Galaxiidae. Esta especie es endémica de Nueva Zelanda. Crece a una longitud de hasta 15 cm .